# 米尔顿·迈耶
米尔顿·桑福德·迈耶（Milton Sanford Mayer，1908年8月24日—1986年4月20日）是美國一名记者和教育家，他生前在威斯康星州麦迪逊罗伯特·拉福莱特创办的進步杂志上的专栏長期發表評論文章，並且曾經在芝加哥大学、马萨诸塞大学、路易斯维尔大学等學校任教。

## 著作
梅耶最有影响力的著作可能是《他们以为他们是自由的：德国人，1933-45》（They Thought They Were Free: The Germans, 1933-45），1955年由芝加哥大学出版社首次出版。作者曾研究第三帝国统治下一群普通德国人的生活狀況，並將研究成果發表在著作中。 

## 外部鏈接
- "The Case For the Jew", The Dawn Bible, November, 1943, Internet website  （页面存档备份，存于）, accessed January 9, 2015. A timely response to Mayer's original article.
- Claus Bernet. . Bautz, Traugott  (编).  28. Nordhausen: Bautz. 2007. cols. 1091–1094. ISBN 978-3-88309-413-7 （德语）.
- Extract from They Thought They Were Free （页面存档备份，存于）
- They Thought They Were Free on Archive.org
- Robert Maynard Hutchins: A Memoir （页面存档备份，存于）